# Crambionella
Crambionella is een geslacht van neteldieren uit de familie van de Catostylidae.

## Soorten
- Crambionella orsini (Vanhöffen)
- Crambionella stuhlmanni (Chun, 1896)